# Saint-Laurent-de-Céris

Saint-Laurent-de-Céris este o comună în departamentul Charente, Franța. În 1 ianuarie 2022 avea o populație de 726 de locuitori.